# Piscina Yingdong

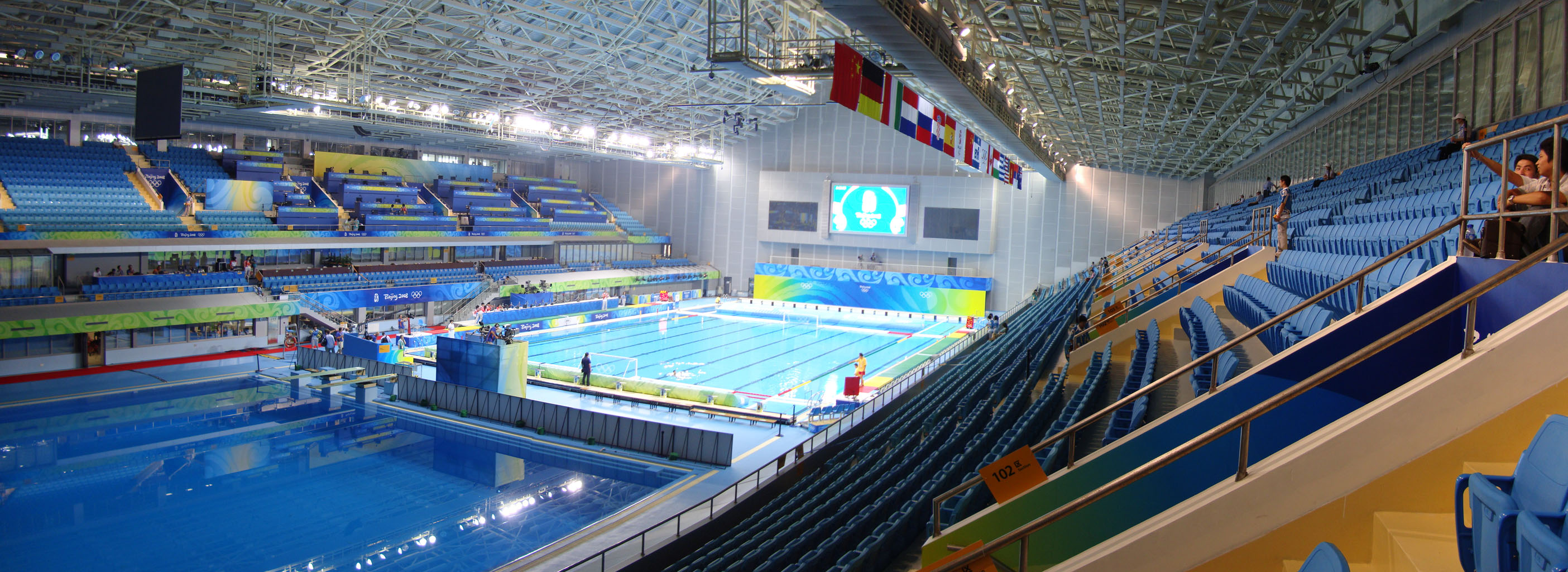
Instalaciones del Olympic Sports Center Yingdong Natatorium.

La Piscina Yingdong o Ying Tung (chino simplificado: 英东游泳馆, pinyin: Yīngdōng yóuyǒngguǎn) es una piscina del Centro Olímpico Deportivo de Pekín (China), donde se celebraron las competiciones de waterpolo y pentatlón moderno (natación) de los Juegos Olímpicos de 2008. 
Está ubicada en la parte sur del Parque Olímpico, distrito de Chaoyang, al norte de la capital china, cerca del Estadio del Centro Olímpico.
Tiene una capacidad de 7.000 espectadores. Fue inaugurada en 1990 y renovada para los JJ. OO. en 2007. La piscina ha sido ampliada hasta los 44.635 metros cuadrados. Las obras de mejora se completaron el 10 de septiembre de 2007. 
Fue el recinto principal de natación en los Juegos Asiáticos de 1990 y el principal problema que tuvo fue la temperatura ambiental que provocó un gran consumo de energía. Este problema se solucionó con las obras de remodelación para acoger los Juegos Olímpicos. Se han instalado 1700 metros cuadrados de fotocélulas para la iluminación y la climatización del agua.